# Mohamadou Dabo
 (juillet 2023).
 (octobre 2022).
Mohamadou Dabo (né en 1959 et mort le 18 décembre 2022) est un homme d'affaires camerounais, consul général de Corée du Sud au Cameroun. Il dirigeait Moda Holding une société de prestation qui a fait de lui une personnalité centrale dans les questions surtout de santé au Cameroun.

## Biographie

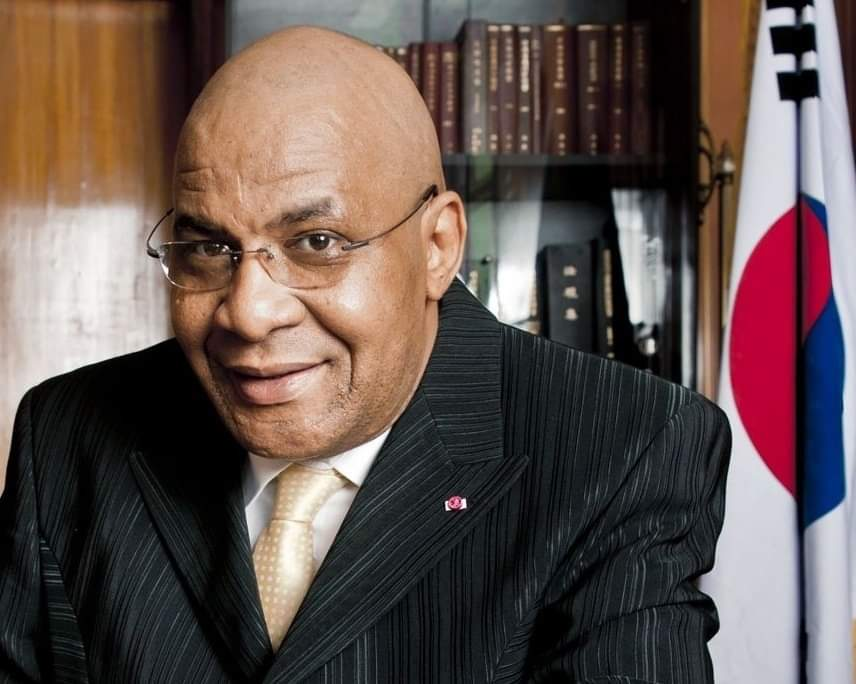
Mohamadou DABO

### Enfance, éducation et débuts
Mohamadou Dabo naît en 1959 à Hainare Banyo.
Dans son cursus scolaire, il obtient en 1974, son CEPE à l’école publique de Mayo-Darlé. En 1979, au lycée de Banyo, il obtient son BEPC puis le voilà parti pour Douala où il entrera à l’institut des sciences économiques et sociales et obtient en 1981, l’aptitude au Probatoire du diplôme d’études comptables supérieures. En 1982 donc il obtient son probatoire du D.E.C.S. Et passera 3 ans de 1983 à 1986 dans une formation en business management filière management des entreprises avec des cours par correspondance à l’université de Rouen - France. Et il fera tout récemment son master of business administration (MBA) spécialité E-government au Commonwealth University Belize.  

### Carrière
Mohamadou Dabo veut contribuer au rayonnement de son pays. Entrepreneur et homme d’affaires, de 1991 à 1993, il crée la société Telecom Industry Corporation. Par la suite , il va occuper le poste de président de Daewoo & Ssangyong Motors Cameroon et réussira à introduire l’entreprise dans une dizaine de pays africains.
En 2002, il se met à son compte et crée Moda Corporation Group, un consortium qui aura en son sein plusieurs entreprises telles que Mediline Médical.
2006 , il est Conseiller spécial de la société AFKO CEMENT PRODUCTION COMPANY. La même année, il est Président du Conseil d’ Administration du Consortium "Limbe Port Development Corporation" (LPDC) dont la mission est d'étudier, construire, financer et exploiter le port en eau profonde de Limbe.
Toujours en 2006, il est Président du Conseil d’ Administration de HIGH TECH TELESOFT (HTT) pour la signature d'un accord pour la production de documents sécurisés de transport terrestre et maritime. Concrétisation des projets par la signature des conventions ci-après: 
- EDCF pour la construction et l’équipement de trois (03) centres de formation professionnelle à Douala, Limbé et Sangmélima
- Convention pour la Promotion et la Protection réciproque des investissements entre la Corée et le Cameroun. 
- Convention relative à l’envoi des Volontaires Coréens au Cameroun dans les domaines de la Santé, des nouvelles technologies, de l’agriculture et des Mines 
En 2009 il organise le Forum d’investissements en République de Corée au cours duquel les échanges bilatéraux ont donnés lieu à la signature de protocoles d’accords de partenariats et de financements.
En 2010 il est Président du Conseil d’ Administration de MRS CORLAY Cameroun et MRS Terminal et Asphalt. 
En 2011 C’est le Conseiller principal de SILICON TECHNOLOGY SYSTEM (STS) pour la signature d'une convention de Partenariat Public Privé relatif à l'installation de centres de contrôle technique de véhicules au Cameroun.
2011 Conseiller principal de BK PARTNERS AND SERVICES (BKPS) pour la signature d'un accord relatif à la production de plaques d'immatriculation sécurisées pour voitures.
2012 Négociation et signature d’une convention de financement auprès d’EDCF Korea pour la construction de l’Hôpital de Référence de Garoua.
2012 Négociation et Signature d’une convention de financement pour la construction d’un Centre National d’Urgence à l’Hôpital Central de Yaoundé.
2012 Conseiller principal pour les négociations de la construction d'une PKI; Don du Gouvernement coréen (KOICA).
2015, il est Conseiller principal pour la signature d'un accord de partenariat public-privé entre le gouvernement camerounais et CAMPASS PLC pour le financement, la conception, la mise en œuvre, l'exploitation et la maintenance du système informatique des douanes camerounaises. Président du Conseil d’Administration de ladite société. 
2020 Conseiller principal pour la signature d'un accord de partenariat public-privé entre le gouvernement camerounais et NEW TECH pour le financement, la conception, la mise en œuvre, l'exploitation et la maintenance de la couverture sanitaire universelle au Cameroun.

### Dabo et le Covid
Mohamadou Dabo, se fera surtout connaître du grand public par le vrai faux scandale lié à l’importation des tests lors de la survenue en 2020 au Cameroun de la pandémie à Coronavirus. Selon des sources concordantes, c’est lui qui aurait facilité l’acquisition de 3 millions de tests homologués à partir de la Corée du Sud en gros à cette époque il aura permis de limiter la propagation du virus car malgré toutes les procédures, il est le seul qui aura pu obtenir des tests homologués par l’OMS tel que le voulait le président de la république 
Il dirige Moda Holding Hong Kong, groupe actionnaire de MMC (Mediline Medical Cameroun). MMC est une entreprise qui a gagné des appels d'offres d'approvisionnement en matériel médical dans le cadre de la lutte contre la pandémie de Covid 19 au Cameroun,,,.
Mohamadou Dabo est consul honoraire de la Corée du Sud,, il mène des projets de développement et de transfert industriel entre la Corée du Sud et le Cameroun. En 2020, son entreprise représentait First Group au Cameroun. Il porte aussi des projets dans l'immobilier. Il est réputé proche du gouvernement de Yaoundé,,.
En 1999, il s'associe à quelques entrepreneurs pour créer le Mecam, une plateforme de promotion de l'entreprise au Cameroun.

### Sur le plan diplomatique
L’homme d’affaires camerounais est très proche de la Corée du Sud et à plusieurs fois, il a fait bénéficier au pays des largesses de cette nation d’Asie. C’est donc dans cette suite logique qu'en 1992 il est désigné par le Gouvernement de la République de Corée comme Consul Honoraire à Douala.
1998 Désignation par le Gouvernement de la République de Corée comme Consul Général Honoraire de Corée au Cameroun.
1999 Approbation par le Chef de l’État du Cameroun, S.E. Paul Biya de sa nomination en tant que Consul Général Honoraire de la République de Corée au Cameroun.

### Distinctions Honorifiques
- Chevalier de l'ordre de la Valeur camerounaise, 1997
- Officier de l'Ordre de la République de Corée, 2004 [réf. nécessaire]
- Officier de l'ordre de la Valeur camerounaise, 2005
- Commandeur de l'ordre de la Valeur, 2010[réf. nécessaire]
- Lifetime Achievement Award du président Barack Obama, 2016 [réf. nécessaire]
- Prix d'excellence de l'Asie-Pacifique pour les ONG environnementales en Corée, 2016[réf. nécessaire]